# Vera Rupp
Vera Rupp (* 13. Dezember 1958 in Ober-Mörlen) ist eine deutsche Provinzialrömische Archäologin.

## Laufbahn
Nach dem Abitur am Burggymnasium Friedberg begann Vera Rupp das Studium der „Geschichte und Kultur der Römischen Provinzen“ bei Maria Radnoti-Alföldi an der Universität Frankfurt. Im Hauptstudium wechselte sie an die Universität Freiburg mit den Studienfächern Provinzialrömische Archäologie, Urgeschichte und Alte Geschichte. 1988 wurde sie dort bei Hans Ulrich Nuber mit dem Thema Wetterauer Ware – Eine römische Keramik im Rhein-Main-Gebiet promoviert.
Von 1988 bis 2002 war Vera Rupp Kreisarchäologin des Wetteraukreises mit Sitz in Friedberg. Im Jahr 2002 wechselte sie ins Landesamt für Denkmalpflege Hessen. Vom 27. Mai 2011 bis zum 31. Dezember 2023 war Rupp Direktorin der Keltenwelt am Glauberg.

## Wissenschaftliche Tätigkeit
Durch die langjährige Tätigkeit in der Bodendenkmalpflege führte Rupp Grabungen und Notbergungen in Fundstellen aller Kulturepochen durch, darunter die Villa rustica „Brückfeld“ bei Münzenberg-Gambach. Den Schwerpunkt bildet dabei die Forschung zum zivilen Leben im Hinterland des Limes, besonders die Civitas Taunensium. Zu den zahlreichen Forschungsprojekten zählte die Projektleitung „Nördliche Wetterau“ im Schwerpunktprogramm „Kelten, Germanen, Römer – Forschungen zum Kulturwandel unter dem Einfluss Roms in den Jahrhunderten um Christi Geburt“ der Deutschen Forschungsgemeinschaft, derzeit unter anderem Projektleitung „Eisenzeitliche Saline Bad Nauheim“, „Wiesbaden und sein Umland im 1. Jahrtausend n. Chr.“ sowie „Roms Weg vom Rhein zur Elbe. Teilgebiet Hessen“.
Besonders seit der Zeit als Kreisarchäologin vermittelt Rupp archäologisches Wissen an Laien, neben Fachpublikationen veröffentlichte sie auch populärwissenschaftliche Werke. Mit Norbert Kissel ist sie Autorin der Kleinen Hefte zur Archäologie für Grundschüler. Ende der 1990er Jahre war sie Mitinitiatorin der heutigen Keltenwelt am Glauberg, mit Egon Schallmayer seit 2002 am Aufbau der Keltenstraße beteiligt.
Vera Rupp ist seit 2001 korrespondierendes Mitglied des Deutschen Archäologischen Instituts, seit 2002 Mitglied des Verbandes der Landesarchäologen in der Bundesrepublik Deutschland. Sie regte mehrere Magisterarbeiten, Dissertationen und Diplomarbeiten im Bereich Archäologie an deutschen Universitäten an und förderte diese, hinzu kamen Lehraufträge an der Johann-Wolfgang-Goethe-Universität Frankfurt am Main.

## Auszeichnungen
Am 23. August 2018 erhielt Rupp den Wetterauer Kulturpreis 2018 für ihr ehrenamtliches Engagement um die Wetterauer Vergangenheit.

### Von Vera Rupp
Monografien
- Wetterauer Ware – Eine römische Keramik im Rhein-Main-Gebiet. Frankfurt 1988, ISBN 3-7749-2317-5 (Schriften des Frankfurter Museums für Vor- und Frühgeschichte 10) (= Dissertation).
- (zusammen mit Heide Birley): Die Limesanlagen bei Limeshain-Rommelhausen, Wetteraukreis. Führungsblatt zum archäologischen und naturkundlichen Wanderweg am Pfahlgraben und zu den vorgeschichtlichen Grabhügeln. Herausgegeben vom Landesamt für Denkmalpflege Hessen und der Archäologischen Gesellschaft in Hessen, Wiesbaden 1996, ISBN 3-89822-131-8 (Archäologische Denkmäler in Hessen 131).
- Der römische Gutshof „Im Brückfeld“ in Münzenberg-Gambach, Wetteraukreis. Ausgrabungen und Forschungen der Jahre 1994–1998. Herausgegeben vom Landesamt für Denkmalpflege Hessen und der Archäologischen Gesellschaft in Hessen, Wiesbaden 1998, ISBN 3-89822-145-8 (Archäologische Denkmäler in Hessen 145).
- Eine archäologische Zeitreise durch Wetterau und Vogelsberg, begleitet von alten und neuen Texten. Herausgegeben von der Sparkasse Wetterau, Friedberg/ Nidda 2000 (Geschichte und Kultur in Wetterau und Vogelsberg 7).
- (zusammen mit Heide Birley): Wanderungen am Wetteraulimes: archäologische Wanderungen am Limes vom Köpperner Tal im Taunus bis zur Drususeiche bei Limeshain. Theiss, Stuttgart 2005, ISBN 3-8062-1551-0 (Führer zur hessischen Vor- und Frühgeschichte 6).

Herausgeberschaft
- Archäologie der Wetterau. Aspekte der Forschung. Bindernagel, Friedberg 1991, ISBN 3-87076-064-8 (Sonderausgabe der Wetterauer Geschichtsblätter 40, 1991).
- (zusammen mit Heide Birley): Landleben im römischen Deutschland. Theiss, Stuttgart 2012, ISBN 978-3-8062-2573-0.

Aufsätze (Auswahl)
- mit Andrea Faber und Paul Wagner: Die villa rustica im „Heftgewann“ bei Frankfurt am Main-Schwanheim. In: Fundberichte aus Hessen 32/33, 1992/93 (2000), S. 129–197.
- Die ländliche Besiedlung und Landwirtschaft in der Wetterau und im Odenwald während der Kaiserzeit (bis 3. Jahrhundert einschließlich). In: Helmut Bender/ Hartmut Wolff (Hrsg.): Ländliche Besiedlung und Landwirtschaft in den Rhein-Donau-Provinzen des römischen Reiches. Passau/Espelkamp 1991/1994, S. 237–253 (Passauer Universitätsschriften zur Archäologie 2).
- Ländliche Siedlungen im Taunusvorland. In: Egon Schallmayer (Hrsg.): Hundert Jahre Saalburg. Vom römischen Grenzposten zum europäischen Museum. Zabern, Mainz 1997, ISBN 3-8053-2359-X.
- Gutshöfe im Schatten des Limes. In: Egon Schallmayer u. a. (Hrsg.): Die Römer Im Taunus. Societäts-Verlag Frankfurt 2005, ISBN 3-7973-0955-4, S. 73–76.
- Nidda und Umgebung im Spiegel archäologischer Quellen. In: Ottfried Dascher / Reinhard Pfnorr (Hrsg.): Nidda. Die Geschichte einer Stadt und ihres Umlandes, S. 1–8, Verlag Niddaer Heimatmuseum, Nidda 2. Auflage 2003, ISBN 3-9803915-8-2.

### Zu Vera Rupp
- Udo Recker, Christoph Röder: Dr. Vera Rupp. Ehemalige Direktorin der Keltenwelt am Glauberg im Ruhestand. In: Landesamt für Denkmalpflege Hessen (Hg.): Denkmal Hessen 2024/1. ISSN 2747-4542, S. 66f.